# 1979 Сахаров
1979 Сахаров (енгл. 1979 Sakharov) је астероид главног астероидног појаса са средњом удаљеношћу од Сунца која износи 2,374 астрономских јединица (АЈ).
Апсолутна магнитуда астероида је 13,5.